# Krater Puczeż-Katunski
Krater Puczeż-Katunski (ros. Пучеж-Катунский кратер) – krater uderzeniowy w obwodzie niżnonowogrodzkim, Rosja. Sam krater ma 40 km średnicy, a cała struktura uderzeniowa ma średnicę ok. 80 km. Ocenia się, że powstał 167 ± 3 miliona lat temu (środkowa jura). Krater nie jest widoczny na powierzchni, ale wyróżnia się szatą roślinną.